# Titanoeca liaoningensis
Espèce
Synonymes
- Titanoeca transbaicalica Danilov, 1994
- Titanoeca zyuzini Marusik, 1995

Titanoeca liaoningensis est une espèce d'araignées aranéomorphes de la famille des Titanoecidae.

## Distribution
Cette espèce se rencontre en Chine, en Mongolie et en Russie.

## Étymologie
Son nom d'espèce, composé de liaoning et du suffixe latin -ensis, « qui vit dans, qui habite », lui a été donné en référence au lieu de sa découverte, le Liaoning.

## Publication originale
- Gao, Guan & Zhu, 1993 : Notes on the five species of spiders from Liaoning, China (Arachnida: Araneida). Journal of the Liaoning University (Nat. Sci. Ed.), vol. 20, no 2, p. 74-80.